# Nicolai Elias Tuxen
Nicolai Elias Tuxen, född den 21 november 1810, död den 11 december 1891, var en dansk sjömilitär, son till Peder Mandrup Tuxen, bror till Georg Emil och Johan Cornelius Tuxen, far till Laurits Tuxen.
Tuxen var 1858-83 maskindirektör vid flottan och sedan 1864 därjämte direktör för skeppsbyggeriet. Han spelade en roll i det politiska livet som medlem av den grundlagsstiftande riksförsamlingen 1848-49, folketinget 1852-58 och riksrådet 1856-63 samt sedan 1873 som (kungavald) ledamot av landstinget.

## Utmärkelser
- Riddare av Dannebrogorden,  1846[3]
- Dannebrogsmännens hederstecken,  1851[3]
- Kommendör av Dannebrogorden,  1858[3]
- Förtjänstmedaljen i guld,  1879[3]

[Redigera Wikidata]